# 무역로

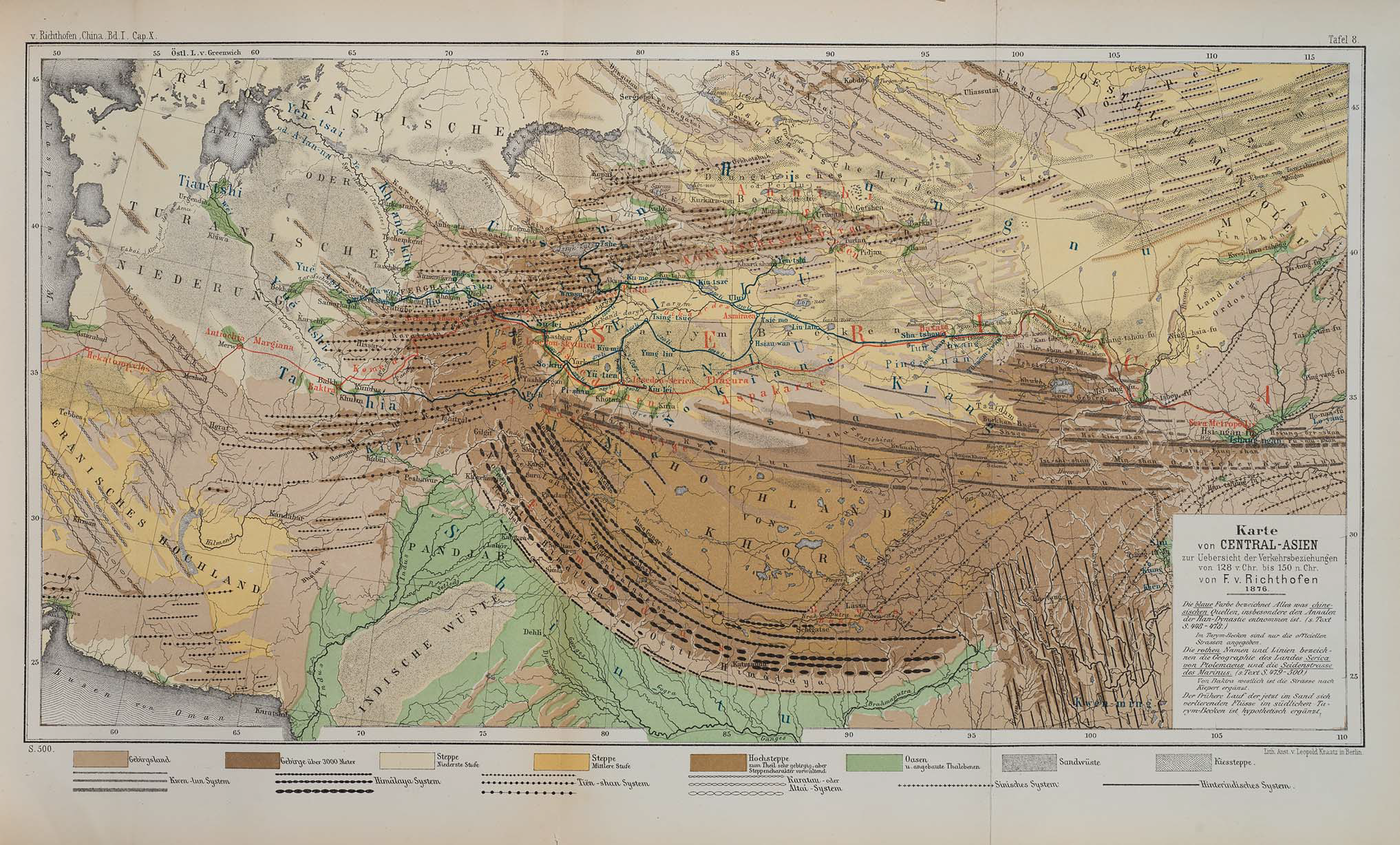
기원전 128년부터 기원후 150년까지의 중앙아시아 무역로와 움직임에 관한 지도

무역로(貿易路, trade route)는 물품의 상업 운송에 사용된 일련의 경로 및 차단인 운송 네트워크(logistical network)를 말한다. 또한 수로를 통한 교역을 의미하기도 한다. 상품이 원거리 시장(distant market)까지 도달할 수 있도록 하는 무역로에 장거리 간선 도로가 포함된다. 이는 작은 상업 및 비상업 수송로 네트워크와 연결된다. 유명한 무역로로는 호박의 길(Amber Road)이 있는데, 이는 장거리 무역의 신뢰성 높은 네트워크로 역할하였다. 향료로(Spice Route)를 따라 생긴 해상 무역(maritime trade)은 중세(Middle Ages)에 유명해졌다. 이때는 영향력 높은 경로를 장악하기 위하여 여러 국가들이 군사적 수단을 사용할 수 밖에 없었다. 중세동안 한자 동맹(Hanseatic League)과 같은 상인과 교역 이익을 보호하도록 설립된 조직들은 점차 중요해졌다.
근대(modern times)에는 상업 활동이 구세계(Old World) 주요 무역로에서 근대 국민국가(nation-state) 사이의 새로운 무역로로 옮겨졌다. 이러한 활동은 기존의 무역 보호는 없이 국제 자유무역 협약(free-trade agreement) 하에 이뤄지기도 하였다. 이로 인해 상업 물품들은 완화된 제재 하에 국경을 넘을 수 있었다. 근대 혁신적인 운송은 관로수송(pipeline transport), 그리고 철로, 자동차, 비행기 등의 무역로도 포함한다.

## 역사

### 초기 무역로의 발달

#### 초기의 발전
장거리 무역로는 동기 시대(Chalcolithic)에 개발되었다. 2천년 중반부터 공통 기원(Common Era)이 시작될 때까지 동남아시아, 서아시아, 지중해, 중국, 인도 아대륙의 사회는 무역을 위한 주요 교통망을 발전시켰다.
장거리 무역을 촉진한 중요한 도구 중 하나는 이동과 작업 중인 짐승의 가축화였다. 기원전 2천 년경에 볼 수 있는 조직적인 캐러밴은 사료가 대부분 공급되었기 때문에 먼 거리에서 상품을 운반할 수 있었다. 낙타의 가축화로 인해 아랍 유목민들은 극동 지역에서 아랍 반도에 이르는 향신료와 실크의 장거리 무역을 통제할 수 있었다. 캐러밴은 장거리 무역에서 주로 명품을 운반하는 데 유용했으며, 장거리를 가로지르는 저렴한 상품 운송은 캐러밴 운영자에게 수익성이 좋지 않았다. 철과 청동 기술이 생산적으로 발전하면서 문명의 혁신을 불러일으키는 새로운 무역로가 생겨나기 시작했다.

#### 해상 무역

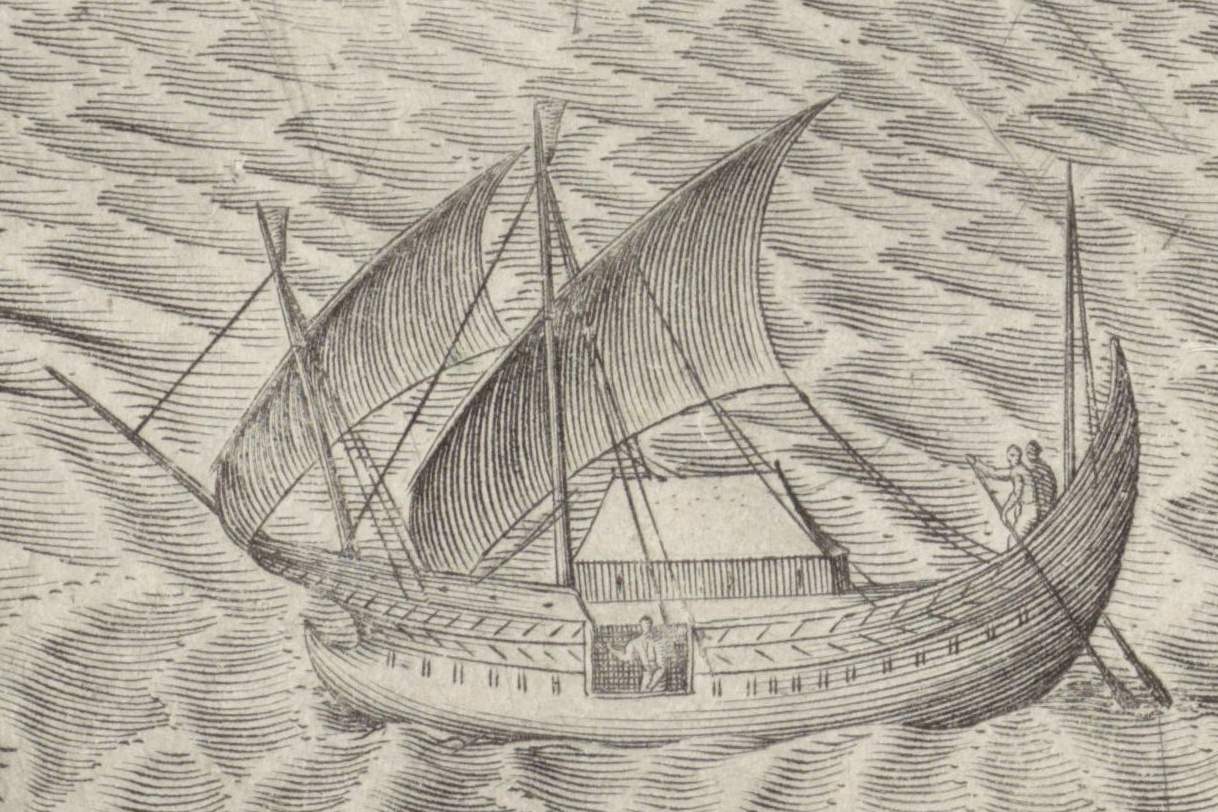
자바 종(Javanese Jong), 11-17세기의 대형 자바 선박. 동남아시아 오스트로네시아 민족의 특징적인 탄자 돛과 함께 볼 수 있다.

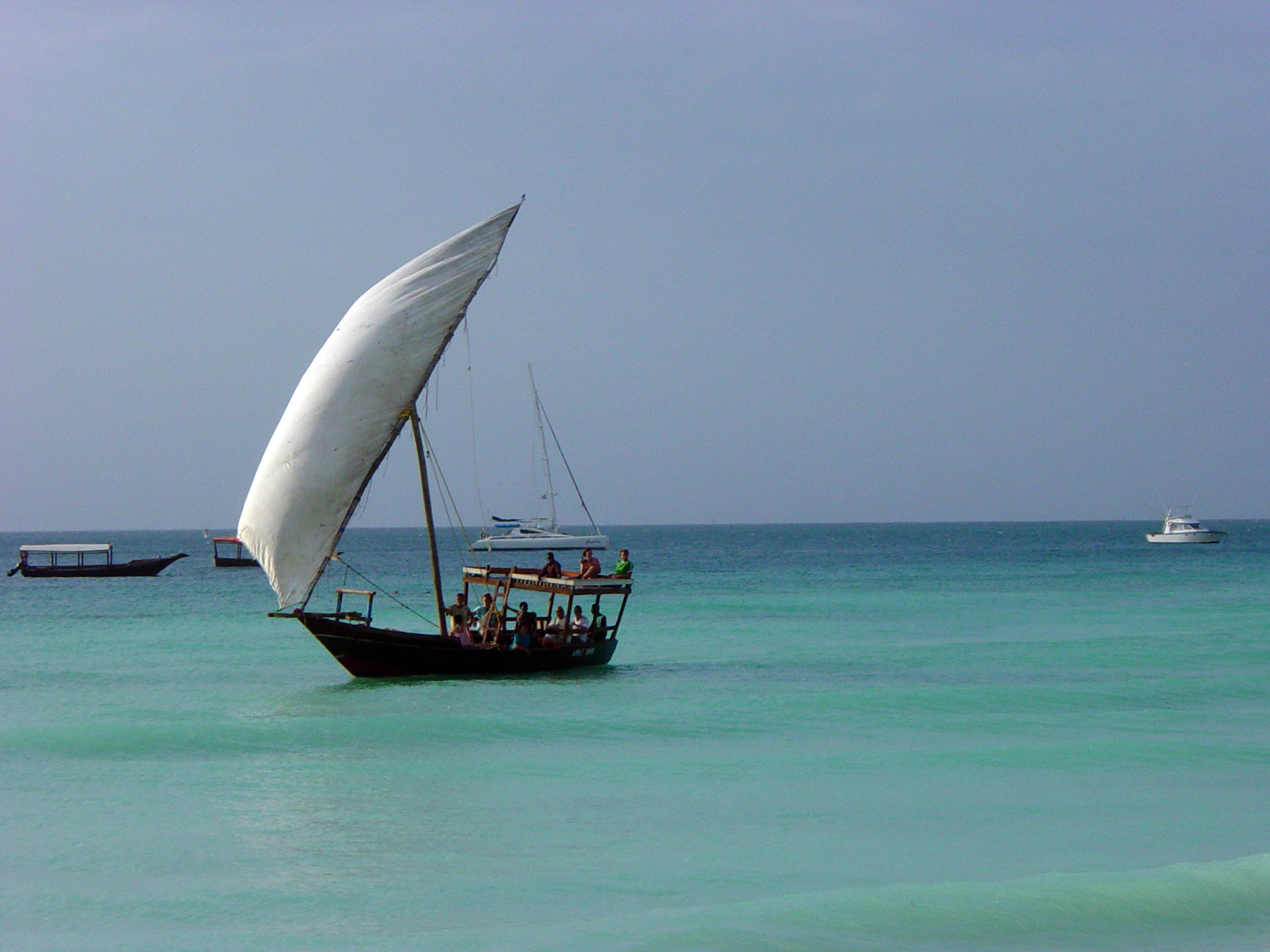
Much of the Radhanites' Indian Ocean trade would have depended on coastal cargo-ships such as this dhow.

항해는 기원전 4세기에서 3천년 사이에 수메르에서 알려졌다. 고대 이집트는 홍해를 통한 무역로가 있었으며, '푼트의 땅'(동아프리카)과 아라비아에서 향신료를 수입했다.
아시아에서 해상 무역의 최초의 증거는 필리핀, 대만, 베트남 남부, 태국 반도의 "링오(lingling-o)" 옥 산업인 오스트로네시아 민족의 신석기 시대 무역 네트워크였다. 여기에는 기원전 약 500년부터 중국과 남아시아 및 중동을 연결하는 인도네시아와 말레이시아 출신의 오스트로네시아 상인들의 장거리 노선도 포함되었다. 또한 서쪽으로 동남아시아 향신료와 중국 상품이 전파되고 동쪽으로 힌두교와 불교가 전파되는 데 도움이 되었다. 이 경로는 비단이 아닌 향신료가 이 경로를 따라 거래되었기 때문에 나중에 해상 실크로드로 알려지기도 했다. 아웃리거와 카타마란, 그리고 오스트로네시아 선박 용어와 같은 많은 오스트로네시아 기술이 인도양의 많은 해안 문화권에 여전히 남아 있다.
해상 무역은 안전한 해안 무역으로 시작하여 몬순 바람의 조작으로 진화하여 곧 아랍해와 벵골만과 같은 국경을 넘는 무역으로 이어졌다. 남아시아는 동남아시아와 연결되는 여러 해상 무역로가 있었기 때문에 한 항로의 통제가 어려워져 해상 독점이 발생했다. 다양한 동남아시아 국가와의 인도 연결로 인해 다른 노선의 통행이 차단되는 것을 방지할 수 있었다. 해상 무역로를 활용함으로써 기원전 2세기 고대 로마인들은 대량 상품 무역이 가능해졌다. 로마 무역선은 육로 비용의 60분의 1로 한 달 안에 지중해를 횡단할 수 있다.

#### 유형 무역로
아나톨리아(Anatolia) 반도는 아시아에서 유럽으로 향하는 상업적 육상 경로와 지중해에서 흑해로 향하는 해상 경로에 위치해 있다. 기원전 19세기의 기록은 카파도키아의 카네시(현재 튀르키예)에 아시리아 상인 식민지가 있었다는 것을 증명한다. 구대륙의 무역 네트워크에는 인도의 그랜드 트렁크 로드와 아라비아 반도의 향로가 포함되었다. 화산재와 석회로 만든 콘크리트를 사용하여 단단한 표면의 고속도로로 구성된 교통망은 로마 검열관 아피우스 클라우디우스 케이커스 시대인 기원전 312년 초에 로마인들에 의해 건설되었다. 역사의 어느 시점부터 지중해 세계 일부인 브리타니아, 티그리스-유프라테스 강, 북아프리카는 이 네트워크의 영향권에 들었다.
로버트 앨런 데니마크에 따르면(2000):

"도시 무역 네트워크의 확산과 페르시아만과 동부 지중해를 따라 확장되면서 지역 초점의 복잡한 분자 구조가 형성되었고, 메소포타미아, 이집트, 인더스 문명, 그리고 시리아, 중앙 아나톨리아(히티테스), 에게해 문명(미노아인과 미케네인)이 상호 작용하는 일련의 문명이 탄생했다. 그 너머에는 유럽과 같은 온대 지역뿐만 아니라 중앙아시아의 건조한 스텝 회랑이 포함되어 있었다. 이는 서구 세계의 제한된 부분만 차지했지만 진정한 세계 시스템이었다. 각 문명은 이념적 자율성을 강조했지만 모두 상호 작용하는 구성 요소의 공통 세계의 일부였다."

종교, 무역, 기술을 전파하는 이러한 경로는 역사적으로 도시 문명의 성장에 매우 중요한 역할을 해왔다. 도시의 발전 정도와 더 큰 세계 시스템으로의 통합 수준은 다양한 활성 교통 네트워크에서의 입지에 기인하는 경우가 많다.

### 역사적인 무역 경로

#### 육상 및 수로 통합 경로

##### 향로
향로는 인도, 아라비아, 동아시아 상품을 거래하는 통로 역할을 했다. 기원전 3세기경부터 기원전 2세기경까지 남아라비아에서 지중해까지 향 무역이 번성했다. 이 무역은 예멘의 경제에 매우 중요했으며, 지배자들은 프랑켄스와 미르 나무를 부의 원천으로 여겼다.
프톨레마이오스 이집트의 황제 프톨레마이오스 2세 필라델피아포스는 알-울라의 향로를 확보하기 위해 리야니트와 동맹을 맺어 데단에서 홍해를 따라 해안으로 향로를 변경했을지도 모르다. I. E. S. 에드워즈는 시로-에프라임 전쟁을 이스라엘 민족과 아람인들의 열망과 연결시켜 남부 아라비아에서 뻗어나와 트란스요르단(지역)을 장악할 수 있는 향로의 북쪽 끝을 통제하고자 한다.
바빌론 출신 칼데아 유배자들이 거주하던 게르하는 기원전 1세기에 아라비아를 가로질러 지중해로 향하는 향로를 통제하고 바빌론으로의 향로 무역을 통제했다. 나바테아인들은 향로를 따라 항로를 통제했고, 시리아 황제 안티고누스 사이클롭스에 의해 그들의 지배권을 빼앗겼지만 성공하지 못했다. 무역에 대한 나바테아의 통제력은 더욱 증가하고 여러 방향으로 확산되었다.
로마 제국이 그리스를 지중해 유역의 관리자로 교체하면서 동방과의 직접 무역이 재개되고 남부의 중간자들이 이전에 추출한 세금이 사라졌다. 밀로 키니(2003)에 따르면 "남아랍인들은 이에 항의하여 아덴만에서 로마 선박에 대한 해적 공격을 감행했다. 이에 대응하여 로마군은 아덴을 파괴하고 홍해 서부 아비시니아 해안을 선호했다." 남아시아의 해상 항로가 단일 세력의 통제 하에 있지 않았기 때문에 인도 선박들은 이집트로 항해했다.

##### 콜럼버스 이전 무역
메소아메리카 문화와 안데스 문화의 몇 가지 유사점은 기원전 1천 년경 무역의 결과로 두 지역이 더 넓은 세계 시스템의 일부가 되었다는 것을 시사한다. 현재 학계에서는 안데스 산맥을 가로지르는 상품의 흐름이 지역 그룹에 위치를 분배하는 기관에 의해 통제되었으며, 기관은 지역 그룹에 자유롭게 접근하여 거래할 수 있었다고 보고 있다. 안데스 산맥 경사면을 가로지르는 이 무역(일명 '수직 무역')은 안데스 산맥 사람들과 인근 숲 사이의 장거리 무역을 가려주었을지도 모르다. 칼라와야 약초꾼들은 6세기에서 10세기 사이에 열대 식물에서 거래되었고 구리는 페루의 친차 알타 계곡에서 전문 상인들이 거래했다. 장거리 무역은 현지 엘리트들이 조작과 통제를 위해 고군분투하는 것을 목격했을 수 있다.
잉카가 지배하기 전에는 전문 장거리 상인들이 지역 주민들에게 재분배를 위해 금 덩어리, 구리 해치, 코코아, 소금 등의 상품을 고원 주민들에게 제공했으며, 이 지역 정치의 핵심 플레이어였다. 손도끼 모양의 구리 화폐는 페루 국민이 콜롬비아 이전 에콰도르에서 귀중품을 얻기 위해 생산한 것이다. 멕시코 서부 해안에서 페루 최남단까지 이어지는 해상 교환 시스템은 주로 비와 비옥함을 상징하고 잉카 제국 사람들이 신들의 주요 식량으로 여겼던 스폰딜루스에서 거래되었다. 스폰딜루스는 엘리트 의식에 사용되었으며, 히스패닉 이전 시대에 안데스 산맥에서 효과적인 재분배가 이루어졌다.

#### 육로

##### 실크로드

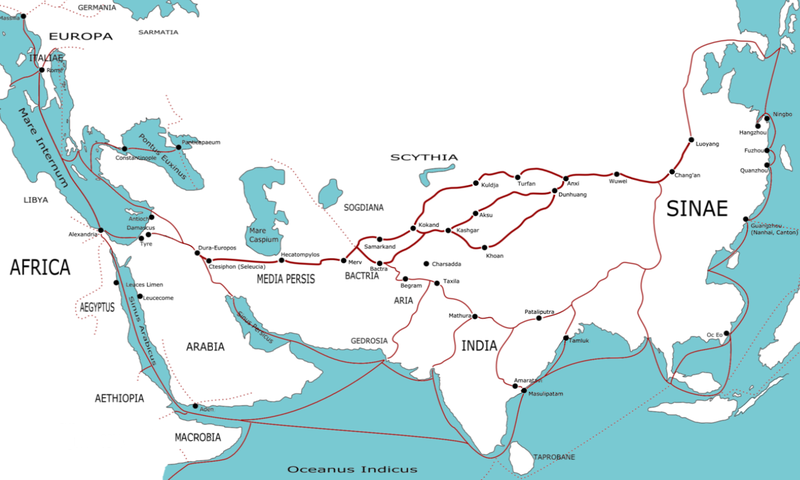
기원전 1세기경에 사용된 무역로는 실크로드를 중심으로 이루어졌다.

실크로드는 동방과 서방 세계를 잇는 최초의 무역로 중 하나였다. 바디메 엘리시프(Vadime Elisseeff)에 의하면 (2000):

"실크로드를 따라 기술이 이동하고 아이디어가 교환되었으며 동서양 간의 우정과 이해가 처음으로 대규모로 경험되었다. 동양인들은 서양의 사상과 생활 방식에 노출되었고, 서양인들도 동양 문화와 영성 중심의 우주론에 대해 배웠다. 동양의 종교로서의 불교는 실크로드를 통해 국제적인 관심을 받았다."

카니슈카와 같은 강력한 황제들이 자주 후원하는 문화적 교류는 다양한 영향력을 도입하여 예술의 발전을 이끌었다. 실크로드를 따라 불교의 실크로드 전파가 번성한 것은 부분적으로는 무역과 문화적 가치가 상호 혼합되어 필그림과 무역 모두에 안전한 여행이 잇따랐기 때문이다. 실크로드는 상인 계급의 도심지를 만들고 무역 기반 경제를 성장시켰다. 실크로드의 빈번한 경로 중에는 바모에서 연장된 미얀마 노선이 있었는데, 이 노선은 마르코 폴로가 윤난을 방문하고 불교 수도원을 설립하기 위해 광저우에 인도 불교 사절단을 파견하는 길이었다. 적대적인 부족이 존재하는 이 경로는 라시드웃딘(Rašīd-ad-Dīn Faḍlallāh)의 작품에서도 언급된다.

##### 그랜드 트렁크 로드

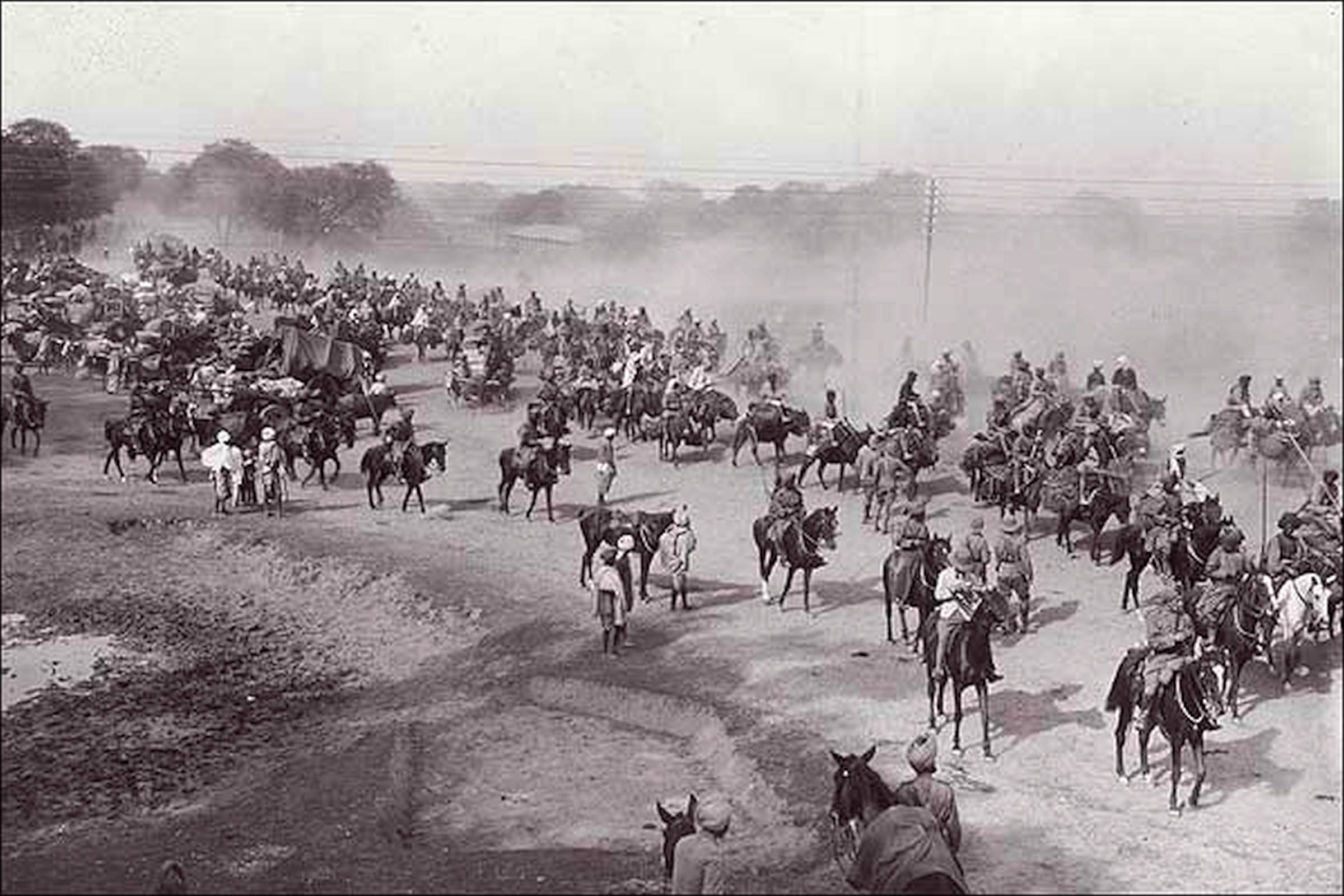
수세기 동안 그랜드 트렁크 로드는 인도 북부를 가로지르는 주요 동맥 역할을 해왔다. 인도 제국(British Raj) 시절 암발라 주에서 촬영된 한 장면이다.

방글라데시의 치타공(Chittagong)과 파키스탄의 페샤와르(Peshawar)를 연결하는 그랜드 트렁크 로드는 2.5년 넘게 존재해 왔다. 세계의 중요한 무역로 중 하나인 이 도로는 요새, 우물, 우체국, 마일스톤 및 기타 시설이 있는 전략적 동맥이었다. 파키스탄을 관통하는 이 도로의 일부는 실크로드와도 일치했다.
이 고속도로는 황제 찬드라굽타 마우리아(Chandragupta Maurya)와 황제 셰르 샤 수리(Sher Shah Suri])와 연관되어 왔으며, 후자는 여행객의 안전과 도로 유지를 보장하는 역할로 인해 이 경로의 대명사가 되었다. 셰르 샤 황제는 다른 경로로 길을 넓히고 재조정하여 제국을 관통하여 약 1700개의 도로변 여관을 제공했다.이 여관들은 신분에 관계없이 여행객들에게 무료 음식과 숙박을 제공했다.
이 도로에 대한 영국의 점령은 인도 제국(British Raj)에게 특별한 의미가 있었다. 1849년 펀잡(Punjab) 점령 이후 영국이 통치 첫 37년 동안 다리, 도로 및 최신 여관을 건설했다. 영국은 이전 노선과 거의 동일한 정렬을 따랐으며, 일부 지역에서는 최신 노선이 이전 노선과 평행하게 운행되었다.
바딤 엘리제프(2000)가 언급한 그랜드 트렁크 로드에 대해:

"이 길을 따라 정복자들의 강력한 군대뿐만 아니라 상인, 학자, 예술가, 평민들의 캐러밴도 행진했다. 사람들과 함께 사상, 언어, 관습, 문화를 한 방향뿐만 아니라 양방향으로 움직였다. 서로 다른 출신지와 문화적 배경을 가진 사람들이 서로 다른 만남의 장소에서, 서로 다른 신앙과 교리를 공언하고, 서로 다른 음식을 먹고, 서로 다른 옷을 입고, 서로 다른 언어와 방언을 구사하며 서로 평화롭게 만나곤 했다. 그들은 서로의 음식, 복장, 태도, 에티켓을 이해하고 심지어 단어, 문구, 관용어, 때로는 다른 사람으로부터 전체 언어를 빌리곤 했다."

##### 호박의 길(Amber Road)
호박의 길은 호박의 무역 및 운송과 관련된 유럽의 무역로였다. 호박은 무게가 가볍고 지중해 주변에서 관상용으로 수요가 많았기 때문에 장거리 무역의 기준을 충족했다. 로마가 파노니아(Pannonia)와 같은 지역을 통제하기 전에는 호박의 길이 사실상 장거리 무역이 가능한 유일한 경로였다.
호박의 길을 따라 있는 마을들은 기원전 1세기에 티투스 플라비우스 베스파시아누스(Titus Flavius Vespasianus)와 그의 아들 티투스 플라비우스 도미티아누스(Titus Flavius Domitianus)의 군대 이동에도 불구하고 꾸준히 상승하기 시작했다.
티베리우스 카이사르 아우구스투스(Tiberius Caesar Augustus)의 통치 하에 호박의 길 일반적인 도시 표준에 따라 직선화되고 포장되었다. 로마 도시들이 도로를 따라 나타나기 시작했는데, 처음에는 켈트족 "오피다"(oppida) 유적지 근처에 세워졌다.
3세기에는 다뉴브(Danube) 강이 호박의 길과 기타 상업적 경로를 능가하는 무역의 주요 동맥이 되었다. 다누비아 요새에 대한 투자 방향이 바뀌면서 호박의 길을 따라 있는 마을들은 번영을 유지하면서도 느리게 성장했다. 로마군과 야만인 간의 장기적인 투쟁은 호박의 길을 따라 있는 마을에 그 흔적을 남겼다.

##### 비아 마리스(Via Maris)

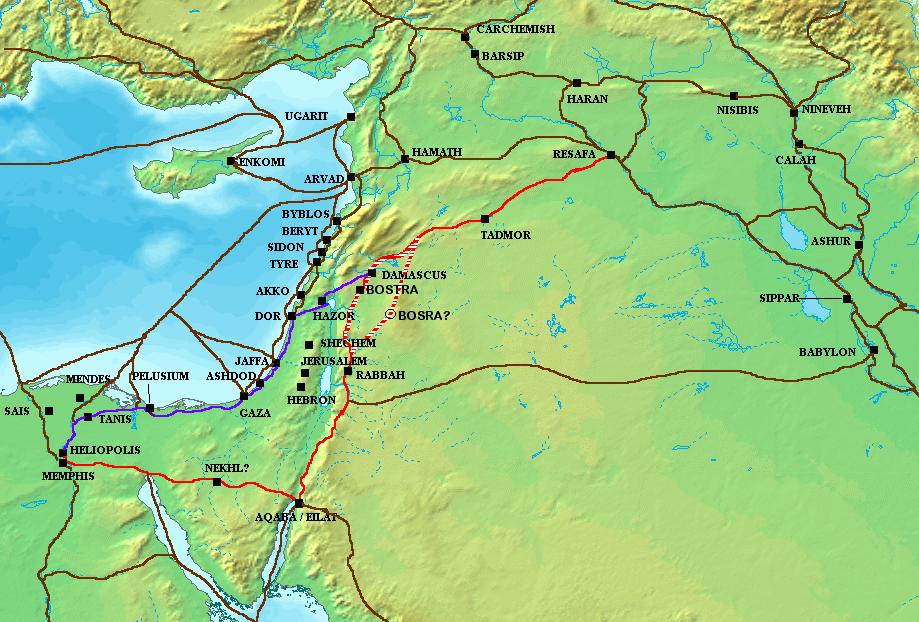
해변의 길(보라색), 왕의 고속도로(고대)(빨간색) 및 기타 고대 레반틴 무역로, 기원전 1300년경.

문자 그대로 '바다의 길'이라는 뜻의 라틴어인 마리스를 통해,는 로마인과 십자군이 사용했던 고대 고속도로였다. 비아 마리스를 통제하는 주들은 자국민에게 무역에 대한 접근 권한을 부여하고 무역 경로를 유지하기 위해 외부인으로부터 통행료를 징수할 수 있는 위치에 있었다. '비아 마리스'라는 이름은 이사야(Isaiah)와 관련된 히브리(Hebrew) 구절을 라틴어로 번역한 것이다. 이 고대 경로의 성경적 의미로 인해 오늘날의 위치를 찾기 위한 많은 시도가 기독교 순례자(Christian pilgrims)들에 의해 이루어졌다. 13세기 여행자이자 순례자인 시온 산(Mount Zion)의 버차드는 갈릴리 해안을 따라 이어지는 길로 마리스 비아 루트를 언급한다.

##### 사하라 종단 무역(Trans-Saharan trade)

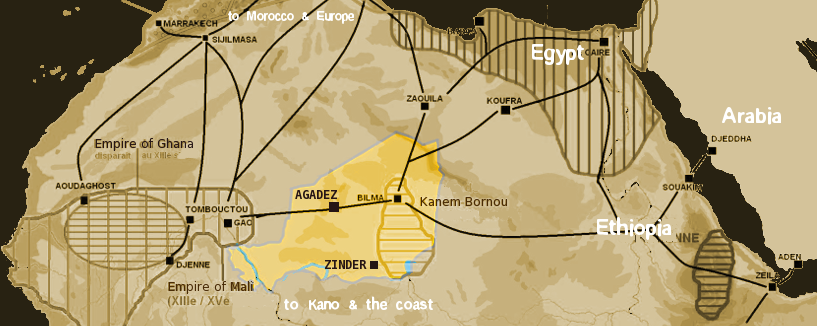
사하라 사막 무역로는 1400년경 나이지리아, 트랜스 사하라 무역에 영향력을 행사한 투아레그족(Tuareg people)의 현대 영토가 강조된 곳이다.

초기 무슬림 문헌에 따르면 서아프리카(West Africa)의 사람들은 일반적으로 세금을 부과하고 왕국에 관료적, 군사적 지원을 제공하는 군주의 권위 아래 정교한 무역 네트워크를 운영했다는 사실이 확인되었다.이슬람이 서아프리카의 무역, 마을, 정부를 더욱 강화하기 전에는 관련 아프리카 지역의 경제적, 정치적 발전을 위한 정교한 메커니즘이 마련되어 있었다.사하라 사막 횡단 무역의 주축은 금과 소금이었으며, 이 지역의 수도, 궁정 및 무역은 학자 알 바크리(Abū 'Ubayd 'Abd Allāh al-Bakrī)의 저서에서 언급되었다.
강력한 사하라 부족인 베르베르족은 무슬림과 아랍 문화에 적응하여 말이 끄는 차량과 짐꾼을 효율적으로 활용하여 서부 아프리카로 향하는 통로를 통제했다. 송하이(Songhai) 민족은 사하라 사막 횡단 무역의 지배권을 놓고 사디 왕조(Sa'di dynasty) 모로코와 투쟁을 벌였고, 그 결과 양쪽 모두에 피해를 입었고 모로코의 승리가 약해 관여하지 않은 사하라 부족을 더욱 강화했다. 만데족(Mandé) 상인들이 차드 호수(Lake Chad)와 니제르(Niger) 강 사이에서 하우사족(Hausa)과 교역하던 14세기까지 투쟁과 혼란은 계속되었다. 무역 연장 이후 새로운 무역 경로가 개발되었다.

#### 주로 해상 항로

##### 오스트로네시아 해상 무역 네트워크

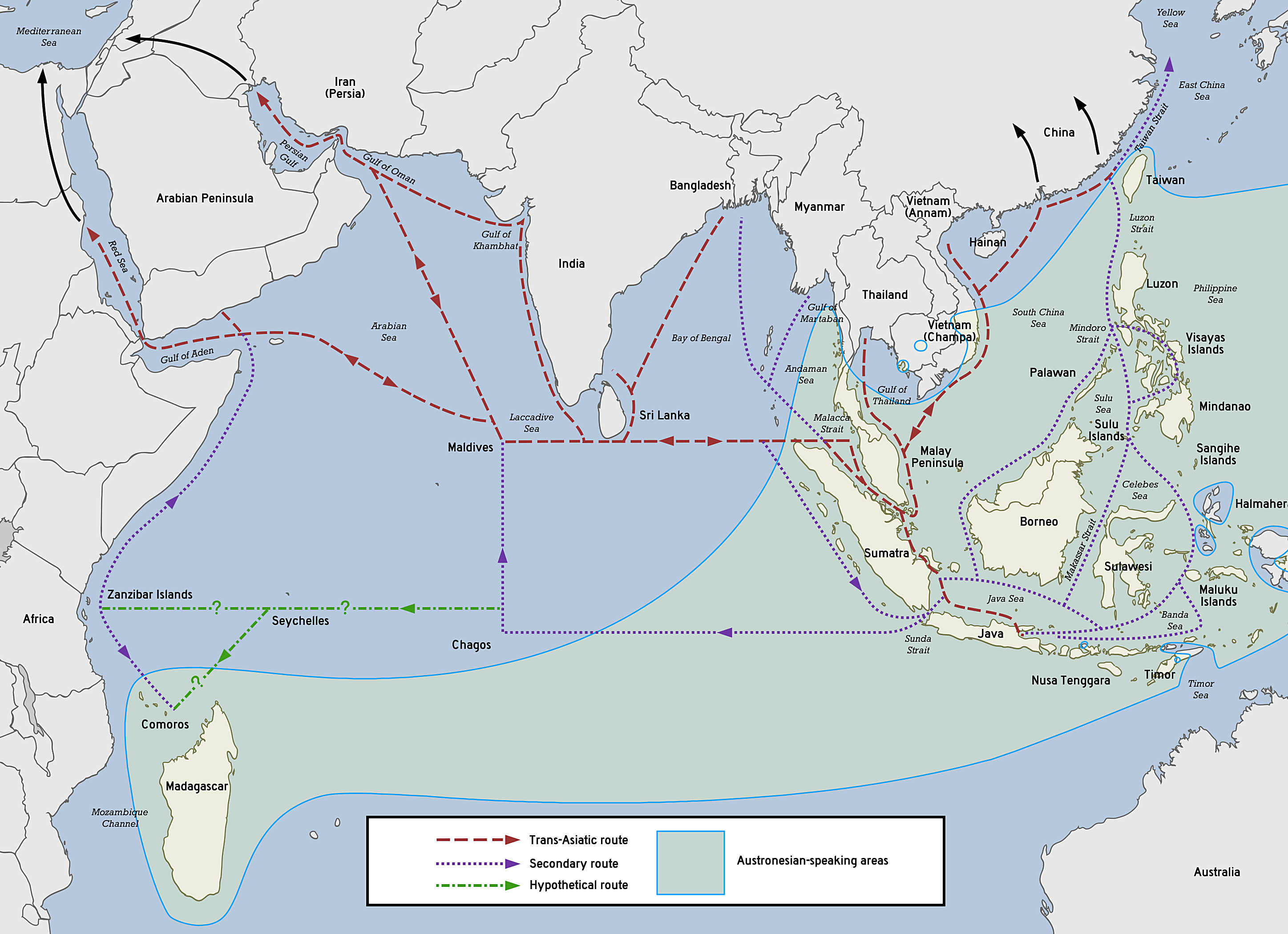
인도양의 오스트로네시아 원시 및 역사적 해상 무역 네트워크

인도양의 장거리 해상 무역 네트워크도 동남아시아 섬(Island Southeast Asia)의 오스트로네시아(Austronesian) 민족이 운영했다. 이들은 기원전 1500년경부터 인도 남부 및 스리랑카와 무역로를 개설하여 인도와 중국의 물질 문화를 연결하고 뗏목배(catamaran), 아웃리거 보트, 세단 보트, 빤(paan)과 같은 물질 문화와 코코넛, 단향(sandalwood), 바나나, 사탕수수, 정향나무, 육두구 등의 물질 문화를 교류했다. 이들은 향신료 무역 네트워크의 대부분을 인도양 구성 요소로 구성했다. 특히 인도네시아의 민족은 카타마란과 아웃리거 보트를 이용해 동아프리카와 향신료(주로 시나몬과 카시아 껍질)를 거래하고 인도양의 서인도 제도의 도움을 받아 항해했다. 이 무역 네트워크는 아프리카와 아라비아 반도까지 확장되어 서기 1000년 상반기에 마다가스카르의 오스트로네시아 식민지가 되었다. 이 무역 네트워크는 역사적인 시대까지 이어져 나중에 해상 실크로드가 되었다. 이 무역 네트워크에는 링잉오(lingling-o) 제이드(jade) 네트워크와 트레핑 네트워크를 포함한 [동남아시아 섬] 내 소규모 무역로도 포함되었다.
동부 오스트로네시아에는 다양한 전통적인 해상 무역 네트워크도 존재했다. 그중에는 멜라네시아 섬의 고대 라피타 문화와 파푸아 뉴기니의 쿨라 고리가 있었는데, 미크로네시아에서 마리아나 제도와 캐롤라인 제도(그리고 아마도 뉴기니와 필리핀 사이의 고대 무역 항해와 폴리네시아의 광활한 섬 간 무역 네트워크가 있었다.

##### 로마-인도 무역 관계

기원전 1세기 "페리플러스 마리스 에리스라이"에 따르면 로마와 인도의 무역.

프톨레마이오스 왕조(Ptolemaic dynasty)(기원전 305~30년)는 홍해 항구를 이용해 �그리스-로마(Greco-Roman) 해상 무역 접촉을 시작했다. 로마의 역사학자 스트라보(Strabo)는 로마의 이집트 합병 이후 무역이 크게 증가했다고 언급하며, 이는 몬순이 당대에 무역을 위해 알려지고 조작되었다는 것을 나타낸다. 아우구스투스(Augustus) 무렵에는 매년 최대 120척의 선박이 미오스 호르모스(Myos Hormos)에서 인도로 항해하여 다양한 상품을 거래하고 있었다. 아르시노에(수에즈만)(Arsinoe (Gulf of Suez)),베레니케 트로글로디티카(Berenice Troglodytica)와 미오스 호르모스(Myos Hormos)는 이 해상 무역 네트워크와 관련된 로마의 주요 항구였으며, 인도 항구에는 바르바리콘(Barbarikon), 바루치(Bharuch), 무지리스(Muziris), 아리카메두(Arikamedu)가 포함되었다.
인도인들은 알렉산드리아에 참석했으며, 로마에서 온 기독교 및 유대인 정착민들은 로마 제국이 멸망한 지 한참 후에도 인도에 계속 거주했으며,로 인해 로마는 홍해 항구를 잃었고, 이전에는 프톨레마이오스 왕조 시대부터 그리스-로마 세계의 인도와의 무역을 확보하기 위해 사용되었다.

##### 한자동맹 무역

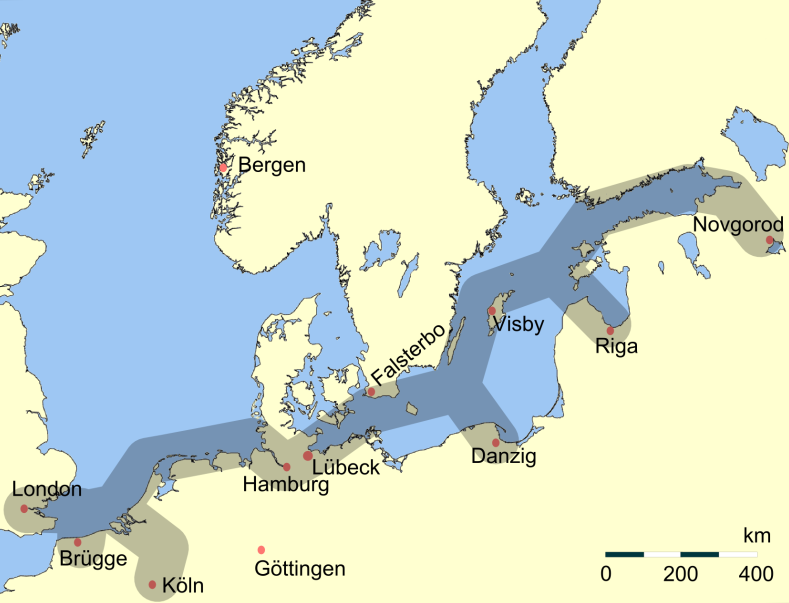
한자 동맹의 주요 거래 경로.

12세기 직전에 독일은 북유럽 무역에서 상대적으로 적은 역할을 했다. 그러나 이는 한자 무역의 발전에 따라 변화했으며, 그 결과 독일 상인들은 발트해(Baltic Sea)와 북해 지역에서 두각을 나타냈다. 덴마크의 에리크 6세(Eric VI of Denmark)가 사망한 후 독일군은 덴마크를 공격하고 약탈하여 한사 지역을 통제하는 새 행정부 아래 장인과 상인을 데려왔다. 14세기 3분기 동안 한자 무역은 플랜더스(Flanders)와의 경제적 갈등과 덴마크와의 적대감이라는 두 가지 큰 어려움에 직면했다. 이러한 사건으로 인해 한자 마을의 조직적인 연합이 결성되었고, 이 연합은 이전의 독일 상인 연합을 대체했다. 상인들의 이익과 무역을 보호하기 위한 이 새로운 한사 마을은 이후 150년 동안 두각을 나타냈다.
필립 돌링거(Philippe Dollinger)는 한사의 몰락을 뤼벡(Lübeck), 함부르크(Hamburg), 브레멘(Bremen) 사이의 새로운 동맹과 연관시키며, 이는 오래된 제도를 능가한다. 그는 또한 한사가 해체된 날짜를 1630로 정하고 18세기 말에는 한사가 거의 완전히 잊혀졌다고 결론지었다. 학자 조르그 프리드리히 사르토리우스(Georg Friedrich Sartorius)는 19세기 초에 지역사회에 관한 최초의 모노그래프를 출판했다.

##### 바랑기아인에서 그리스인까지
바랑지안에서 그리스로 향하는 무역로인 "Emporikḗ Odós Varángōn-Ellḗnōn"는 스칸디나비아, 키반 루스, 비잔틴 제국을 연결하는 무역로였다. 이 경로를 통해 이 경로를 따라 상인들은 비잔티움과 직접적으로 번영하는 무역을 구축할 수 있었고, 그들 중 일부는 현재의 벨라루스, 러시아, 우크라이나 영토에 정착하게 되었다.
이 경로는 비르카(Birka), 헤데비(Hedeby), 고틀란드(Gotland)와 같은 스칸디나비아 무역 센터에서 시작하여 발트해를 건너 핀란드 만으로 들어가 네바 강을 따라 라도가(Ladoga) 호수로 들어갔다. 그런 다음 볼호프 강을 따라 스타라야 라도가와 벨리키 노브고로드 마을을 지나 상류로 올라가 일멘 호수를 건너 로바트 강으로 올라갔다. 그곳에서 선박은 그네즈도보(Gnezdovo) 근처의 드니퍼(Dnieper) 강으로 운송되어야 했다. 발트해에서 드니퍼 강으로 향하는 두 번째 경로는 스몰렌스크 지역의 로바트 강과 드니퍼 강 사이의 웨스턴 드비나(다우가바)를 따라, 카스플리야 강을 따라 그네즈도보로 향하는 경로였다. 드니퍼 강을 따라 이 경로는 여러 주요 드니퍼 급류(Dnieper Rapids)를 건너 키예프(Kiev)를 통과했으며, 흑해에 진입한 후 서쪽 해안을 따라 콘스탄티노플(Constantinople)로 향했다.

##### 해양 공화국의 지중해 무역

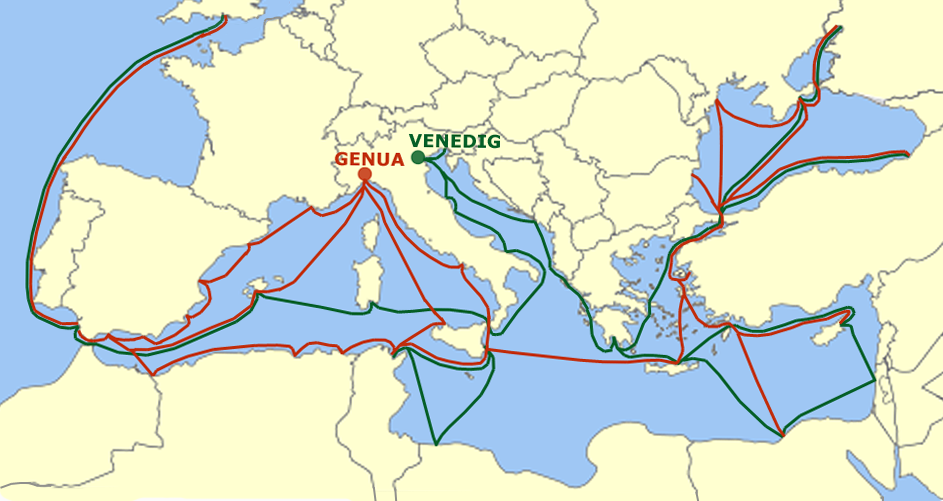
지중해의 제노바 공화국(Republic of Genoa)(빨간색) 및 베네치아 공화국(녹색) 해상 무역로

1,000년경 유럽의 경제 성장과 본토 무역로의 안전 부족으로 인해 지중해 연안의 주요 상업 항로 개발이 용이해졌다. 일부 해안 도시의 독립성이 높아짐에 따라 이 상업에서 주도적인 역할을 맡게 되었다: 해사 공화국, 이탈리아의 ""레푸블리체 마리나레""(베네치아 공화국, 제노바 공화국, 아말피 공화국(Duchy of Amalfi), 피사 공화국(Republic of Pisa), 가에타 공화국(Duchy of Gaeta), 안코나 공화국(Republic of Ancona), 레푸블리체 마리나레(Le repubbliche del mare))는 지중해 해안에서 자체 "왕국"을 개발했다.
8세기부터 15세기까지 베네치아와 제노바 상인들은 중동과의 유럽 무역을 독점했다. 향신료, 향료, 허브, 아편을 포함한 실크로드와 향신료 무역은 지중해 도시 국가들을 경이롭게 부유하게 만들었다. 향신료는 중세 시대에 가장 비싸고 수요가 많았던 상품 중 하나였다. 이들은 모두 아시아와 아프리카에서 수입되었다. 예멘(Yemen)과 오만(Oman) 출신 아랍 선원의 후손인 무슬림 상인들은 인도양 전역의 해상 항로를 통제하고 극동의 원지역을 활용하여 인도의 황실을 이용하고 서쪽으로 페르시아만(Persian Gulf)의 오르무스와 홍해의 제다로 운송했다. 그곳에서 육로는 지중해 연안으로 이어졌다. 당시 베네치아 상인들은 오스만 제국이 부상할 때까지 유럽을 통해 상품을 유통했고, 결국 1453년 콘스탄티노플(Constantinople)이 함락되어 유럽인들은 육지와 바다를 결합한 중요한 항로에서 제외되었다.

##### 향신료 무역
인도와 그리스-로마 세계 간의 무역이 증가함에 따라 실크 및 기타 원자재 우회함으로써 향신료는 인도에서 서구 세계로 주요 수입품이 되었다.동남아시아와의 인도 상업적 연결은 7~8세기 아라비아와 페르시아의 상인들에게 매우 중요한 역할을 했다.
아바스 왕조(The Abbasids)는 알렉산드리아, 다미에타(Damietta), 아덴(Aden), 시라프(Siraf)를 인도와 중국으로 향하는 항구로 사용했다. 인도에서 항구 도시 아덴에 도착한 상인들은 사향, 장뇌, 앰버그리스, 샌달우드 등의 형태로 예멘의 술탄 이븐 지야드(Ibn Ziyad)에게 경의를 표했다. 아라비아 항구를 가로질러 근동으로 운송된 몰루카(Molucca)의 제품은 인도와 스리랑카(Sri Lanka) 항구를 통과했다. 인도의 향신료 수출은 이븐 쿠르다드베(기원전 850년), 알-가피치(1150년), 이샤크 빈 이마란(907년), 알 칼카샨디(14세기)의 작품에서 언급된다. 인도나 스리랑카 항구에 도착한 후 향신료는 때때로 동아프리카로 운송되어 매장 의식을 비롯한 다양한 용도로 사용되었다.
포르투갈의 마누엘 1세(Manuel I of Portugal)의 명령에 따라 항해사 바스코 다 가마가 지휘하는 네 척의 선박이 희망봉을 선회하여 아프리카 동부 해안으로 이어 말린디(Malindi)까지 인도양을 가로질러 코지코드의 역사로 항해했다. 포르투갈 제국은 향신료 무역으로 성장한 초기 유럽 제국 중 하나였기 때문에 이제 유럽인들이 탐험할 수 있는 곳이 되었다.

##### 해상 제이드 로드(Maritime Jade Road)

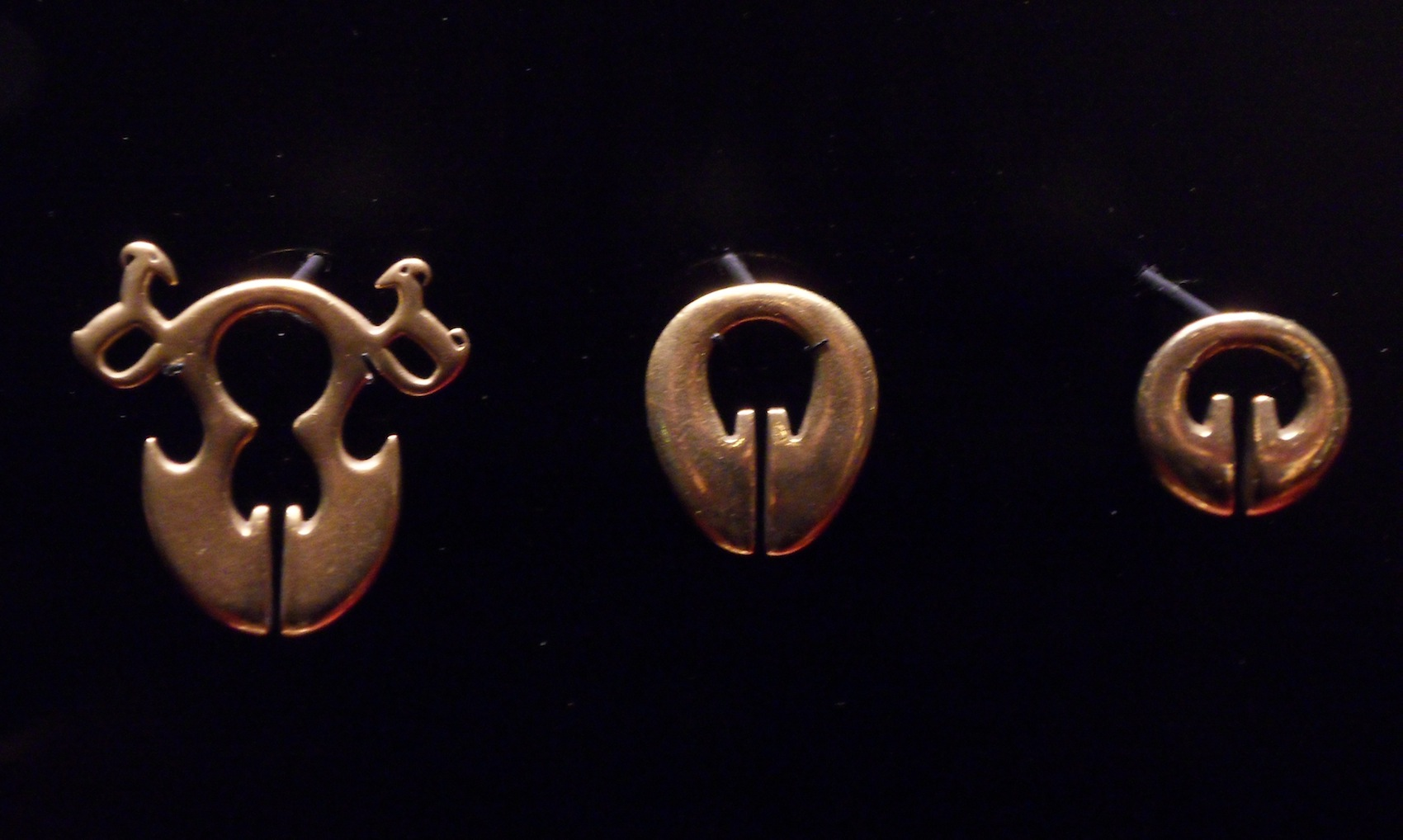
필리핀의 링링오 디자인

해상 제이드 로드는 동남아시아와 동아시아의 여러 지역을 연결하는 광범위한 무역 네트워크였다. 주요 생산품은 애니미스트 대만 원주민들이 대만에서 채굴한 옥으로 만들어졌으며 대부분 필리핀, 특히 바타네스, 루손, 팔라완에서 애니미스트 원주민들이 가공했다. 일부는 베트남에서도 가공되었으며 말레이시아, 브루나이, 싱가포르, 태국, 인도네시아, 캄보디아 국민들도 애니미스트가 주도하는 대규모 무역 네트워크에 참여했다. 당시 이 네트워크의 참가자는 애니미스트 인구가 다수였다. 해상 도로는 선사 시대에 단일 지질 재료로 이루어진 가장 광범위한 해상 기반 무역 네트워크 중 하나이다. 최소 3,000년 동안 존재했으며, 최대 생산량은 기원전 2000년부터 기원전 500년까지였으며 유라시아 본토의 실크로드나 이후 해상 실크로드보다 오래되었다. 무역 네트워크가 만든 주목할 만한 유물인 링링오 유물은 기원전 500년경 장인들이 만들었다. 이 네트워크는 기원전 500년부터 서기 1000년까지 마지막 세기 동안 쇠퇴하기 시작했다. 네트워크의 전체 기간은 이 지역의 다양한 애니미스트 사회에 황금기였다.

##### 해상 실크로드

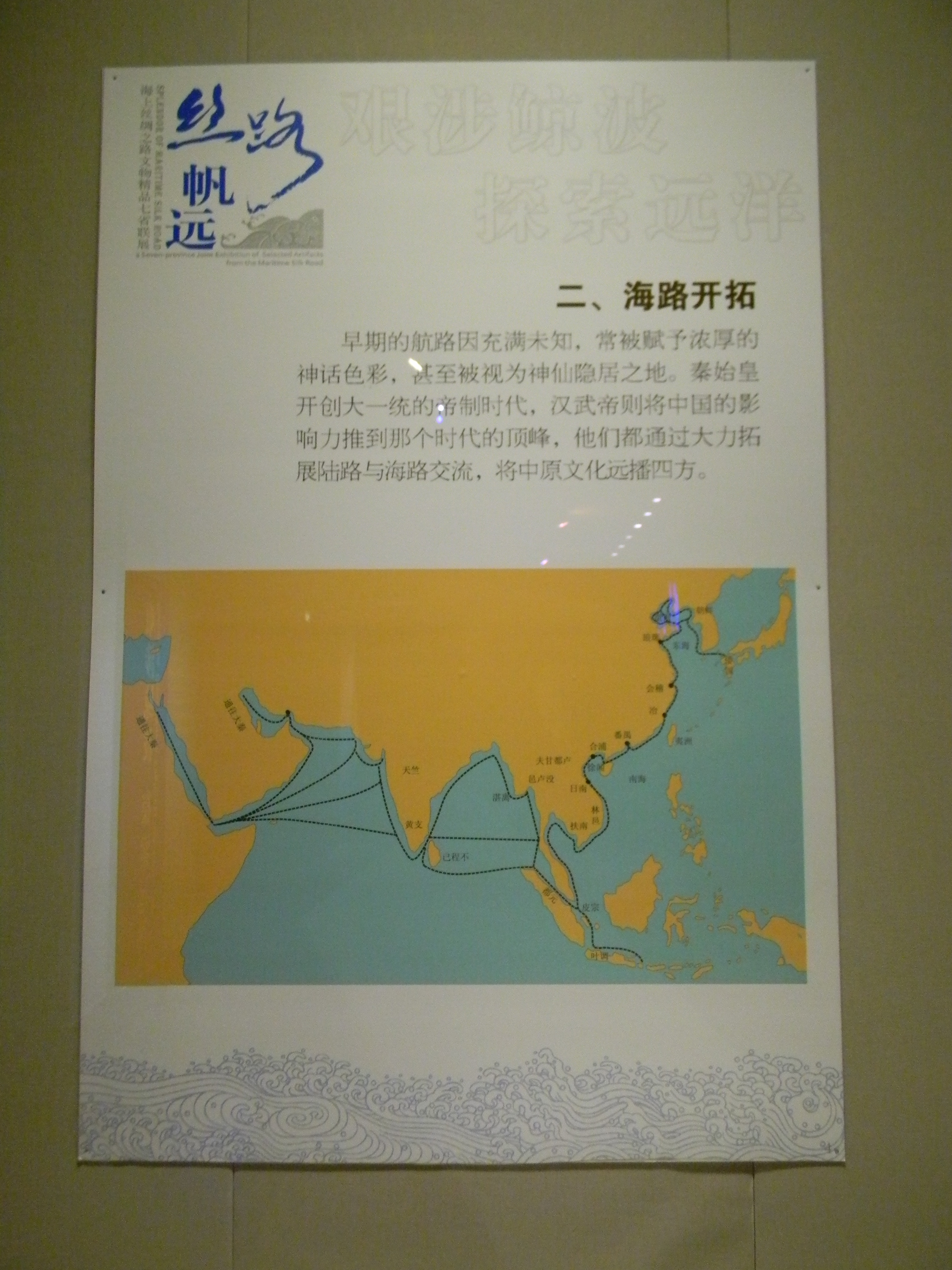
해상 실크로드의 지도

해상 실크로드는 중국, 동남아시아, 인도, 아랍 반도, 소말리아, 그리고 이집트와 마지막으로 유럽까지 연결되는 역사적인 실크로드의 해상 역사 구간을 의미한다. 기원전 2세기에서 15세기 사이에 번성했다. 해상 실크로드는 최근 몇 세기 동안 중국과의 관계에도 불구하고 주로 동남아시아의 오스트로네시아 선원들과 아랍 해역의 페르시아 및 아랍 상인들이 설립하고 운영했다.
해상 실크로드는 스리랑카 및 인도 남부(기원전 1000~600년)와 함께 동남아시아에서 섬나라 동남아시아인들의 초기 오스트로네시아 민족 향신료 무역 네트워크와 링링오 유물로 알려진 초기 해상 제이드 로드가 대만과 필리핀에 기반을 둔 동남아시아에서 개발되었다. 오스트로네시아 탈라소크라테스(thalassocracies)는 대부분의 역사 동안 해상 실크로드, 특히 말라카 해협, 말레이 반도, 메콩 삼각주(Mekong Delta) 해협 주변의 정치의 흐름을 통제했지만, 중국 기록에 따르면 이 지역의 동남아시아의 인도화로 인해 이 왕국들이 인도로 잘못 식별되었다. 10세기 이전에는 동남아시아 상인들이 주로 이 경로를 이용했지만 타밀 민족(Tamil)과 페르시아 민족(Persian) 상인들도 이 경로를 항해했다. 이 경로는 초기에 힌두교와 불교가 동쪽으로 전파되는 데 영향을 미쳤다.
이후 중국은 10세기 송나라]를 시작으로 식민지 시대 말기와 청나라의 붕괴까지 무역로에 직접 참여하는 자체 함대를 만들었다.

### 현대 무역로

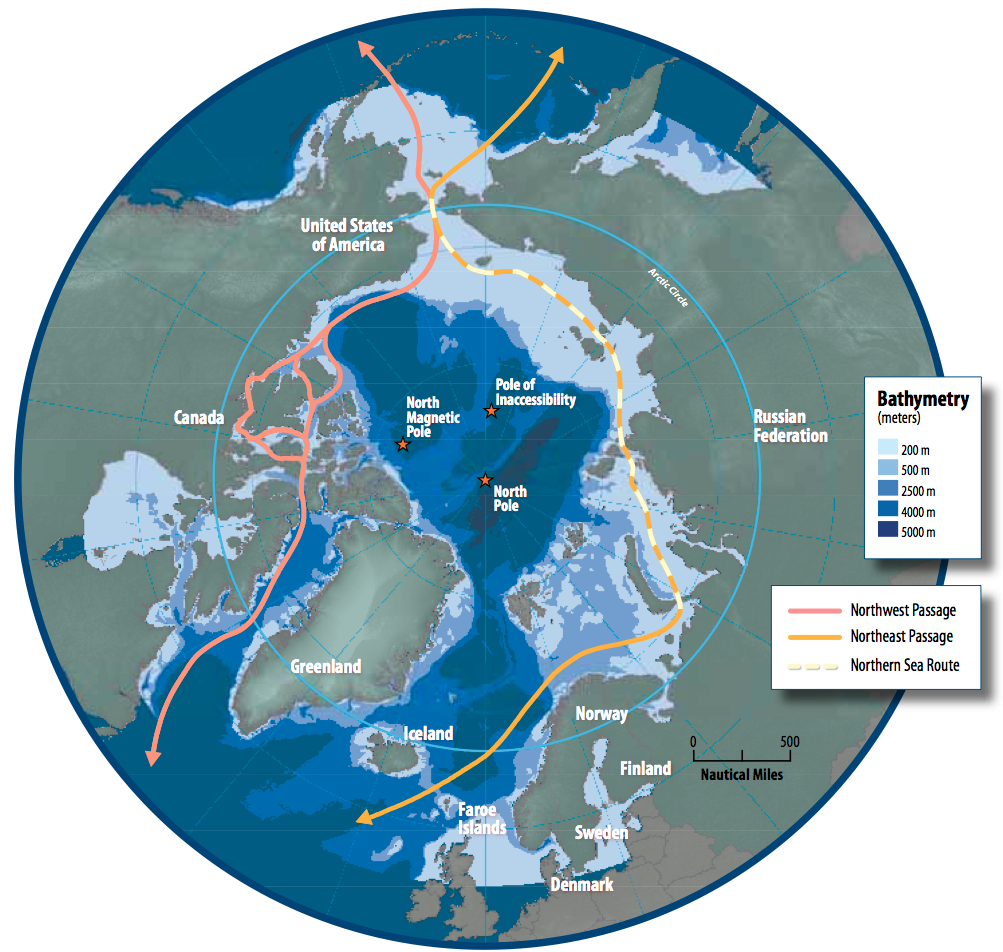
북동쪽 항로, 그 안의 북해 항로, 북서 항로를 보여주는 북극 지역 지도.

현대에는 새로운 교통 수단과 종종 논란의 여지가 있는 자유무역협정이 발전하여 중세 시대에 널리 퍼져 있던 정치적, 물류적 접근 방식이 바뀌었다. 새로운 교통 수단은 새로운 노선을 설립했고, 각국은 기존의 자유무역협정에 따라 상호 합의된 상품의 무역을 허용하기 위해 국경을 개방했다. 정치적, 물류적 시나리오는 다르지만 현대에 일부 오래된 무역로가 다시 열렸다. 무역로를 통한 유해한 외부 오염 물질의 유입은 현대 시대에 경각심을 불러일으켰다. 보수적인 추정에 따르면 다양한 무역 경로를 통한 원치 않는 해충의 유입을 방지하기 위한 효과적인 조치가 없다면 향후 유해한 동식물 질병으로 인한 피해액이 1,340억 달러에 달할 수 있다고 강조한다.

#### 마차 경로(Wagonway routes)
미국에서는 산타페 트레일(Santa Fe Trail) 및 오리건 트레일(Oregon Trail)과 같은 네트워크가 사람과 상품을 모두 이용할 수 있는 장거리 육로 운송 수단으로 인기를 끌면서 두각을 나타냈다. 오리건-캘리포니아 노선은 랑데부 장소와 필수 물품이 계획되어 있어 매우 체계적이었다. 미국의 정착민들은 18세기와 19세기에 서부 이민을 위해 100대의 코네스토가 왜건(Conestoga wagon)으로 구성된 이 말이 끄는 열차를 사용했다. 마차 노선 운영자들이 직면한 어려움 중에는 미국의 강, 산, 적대적인 아메리카 원주민 횡단도 있었다. 또한 날씨와 무역 보호에 따라 준비가 이루어졌으며 말을 탄 몇 명의 경비원이 여행객을 보호했다.
이러한 마차(말이 끄는 열차)는 철도 및 트럭에 의해 교체될 때까지 미국 성장해야 한다.

#### 철로 경로(Railroad routes)

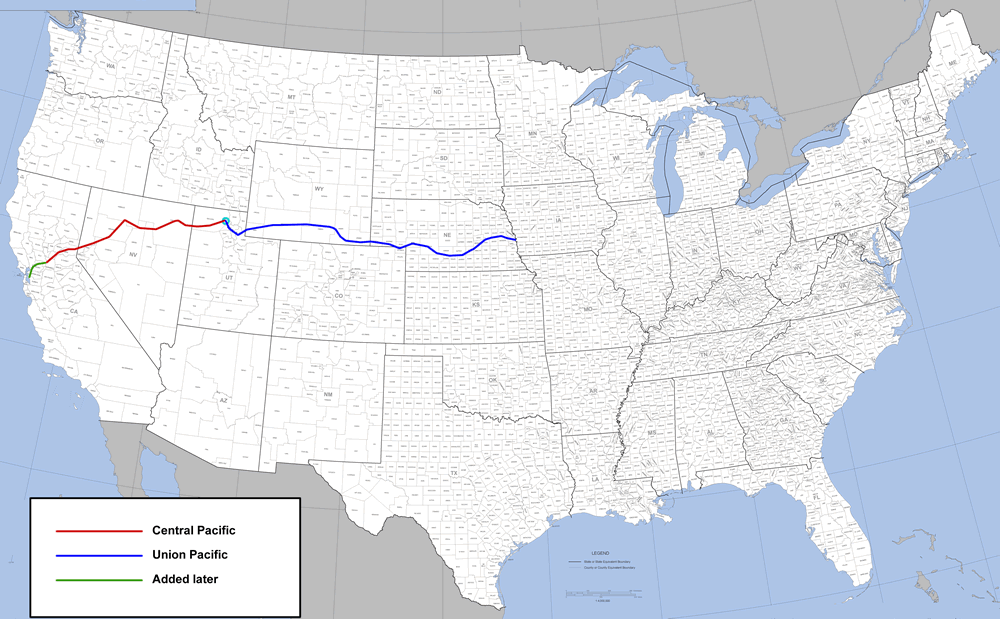
캘리포니아주 새크라멘토(Sacramento, California)에서 아이오와주 카운실 블러프스(Council Bluffs, Iowa)까지 이어지는 최초의 미국 대륙 횡단 철도 노선.

1844년 영국 철도법에 따라 매일 최소 한 대의 열차가 역에 도착해야 했고, 3등석 요금은 1마일당 1페니에 달했다. 노동자와 하층민이 다른 마을로 자주 이동할 수 있었기 때문에 무역은 이익을 얻었다. 교외 지역 사회가 발전하기 시작했고 마을이 외부로 퍼지기 시작했다. 영국은 인도에 방대한 철도 네트워크를 건설했지만 상업적 목적 외에도 전략적 목적을 수행하는 것으로 간주되었다. 철도 노선의 효율적인 사용은 미국의 통일과 최초의 대륙 횡단 철도가 1869년에 완공되는 데 도움이 되었다.
현대에는 각국이 철도 노선 통제를 위해 고군분투했다. 시베리아 횡단 철도는 러시아 정부가 만주와 이후 중국을 통제하는 데 사용할 계획이었으며, 독일군은 근동에 영향을 미치기 위해 베를린-바그다드 철도를 설립하고자 했으며, 오스트리아 정부는 발칸 반도를 통제하기 위해 비엔나에서 살로니카까지 노선을 계획했다.
브리태니커 백과사전(Encyclopædia Britannica, 2002)에 따르면 다음과 같다:

철도는 20세기 초, 세계 선진국에서 철도가 육상 화물과 여객 운송의 대부분을 운송하면서 성숙기에 접어들었다. 그러나 20세기 중반이 되자 철도는 눈에 띄는 위치를 잃었다. 개인 자동차는 짧은 승객 여행을 위해 철도를 대체한 반면, 비행기는 특히 미국에서 장거리 여행을 위해 철도를 추월했다. 그러나 철도는 대도시 중심부와 교외 사이의 출퇴근, 도심 간 약 300마일 미만의 중거리 여행과 같은 교통량이 많은 상황에서도 사람들을 수송하는 데 여전히 효과적이었다.
철도는 일반 화물 운송 사업의 상당 부분을 준 트레일러 트럭으로 잃었지만, 석탄, 곡물, 화학 물질, 광석과 같은 대량의 벌크 상품을 장거리로 운송하는 최고의 수단으로 남아 있다. 컨테이너화의 발전으로 철도는 비교적 빠른 속도로 완제품을 처리하는 데 더 효과적으로 사용되었다. 또한 트럭 트레일러를 특수 설계된 자동차로 장거리 운송하는 피기백 플랫카가 도입되면서 철도는 트럭 운송으로 잃은 비즈니스의 일부를 되찾을 수 있게 되었다.

#### 최신 도로 네트워크

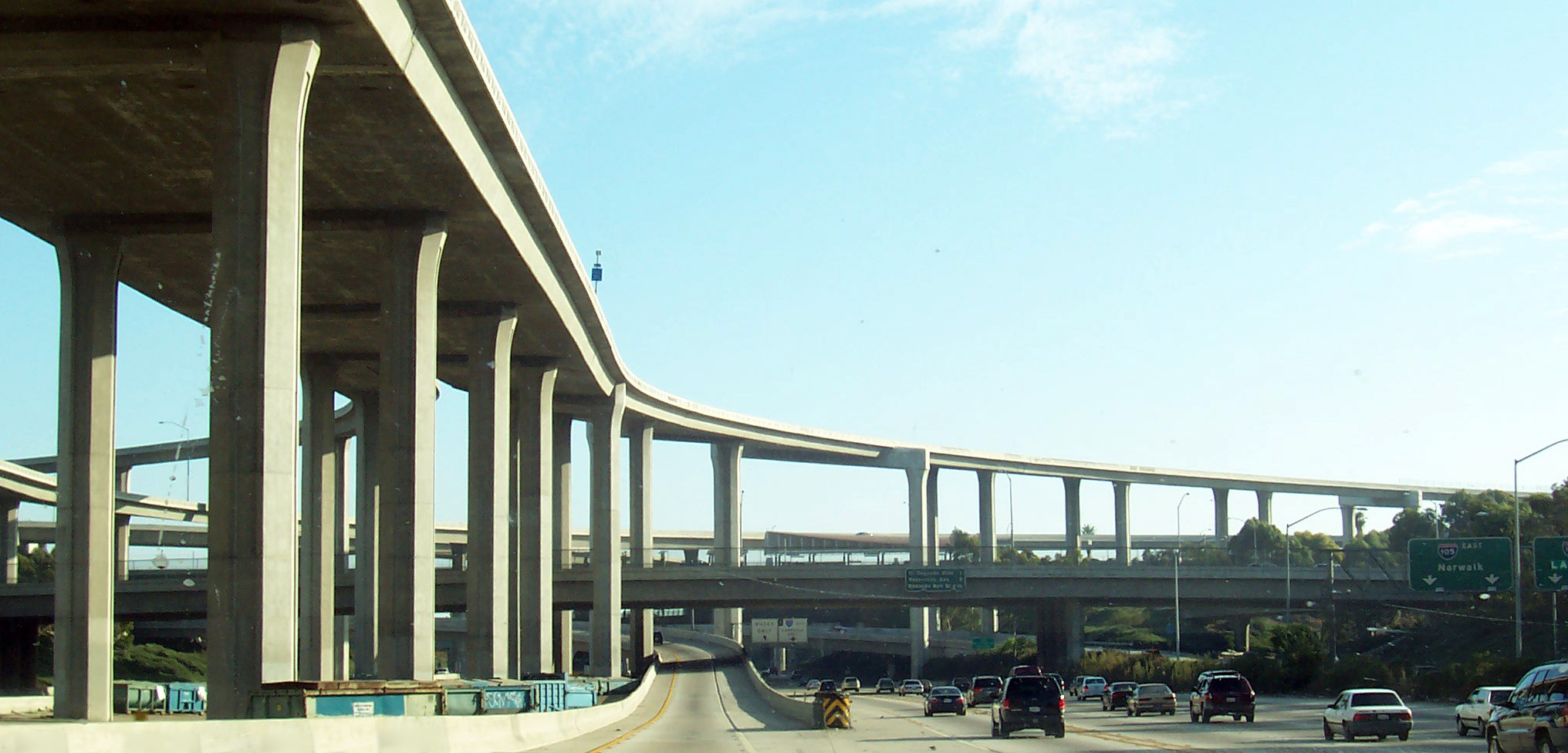
캘리포니아주 로스앤젤레스의 대용량 고속도로 나들목(도로).

자동차의 등장으로 고속도로를 더 잘 이용하고자 하는 수요가 발생했다. 현대에 도로는 양방향 도로(two-way road), 고속도로(highway, freeway), 유료도로(tollways)으로 발전했다. 기존 도로를 개발하고 의도한 용도에 따라 고속도로를 설계했다.
트럭은 제1차 세계대전 중 서방 세계에서 널리 사용되기 시작했으며, 상품의 장거리 운송 수단으로 빠르게 명성을 얻었다. 캐나다 횡단 고속도로(Trans-Canada Highway), 호주 고속도로1(Australia Highway 1), 팬아메리칸 고속도로(Pan-American Highway)와 같은 현대의 고속도로는 먼 거리에서 상품과 서비스를 운송할 수 있게 해주었다. 자동차는 산업화 국가 경제에서 계속해서 중요한 역할을 하며, 그 결과 자동차 화물 운영 및 트럭 운송과 같은 비즈니스가 부상하고 있다.
고속도로를 이용하는 자동차의 배기가스 배출량은 1975년부터 1995년까지 규제와 무연 휘발유 도입으로 인해 감소 추세에 있다. 이러한 추세는 특히 이러한 고속도로를 이용하는 자동차가 이동하는 차량과 차량 주행 거리가 증가하고 있기 때문에 더욱 두드러진다.

#### 현대 해상 항로

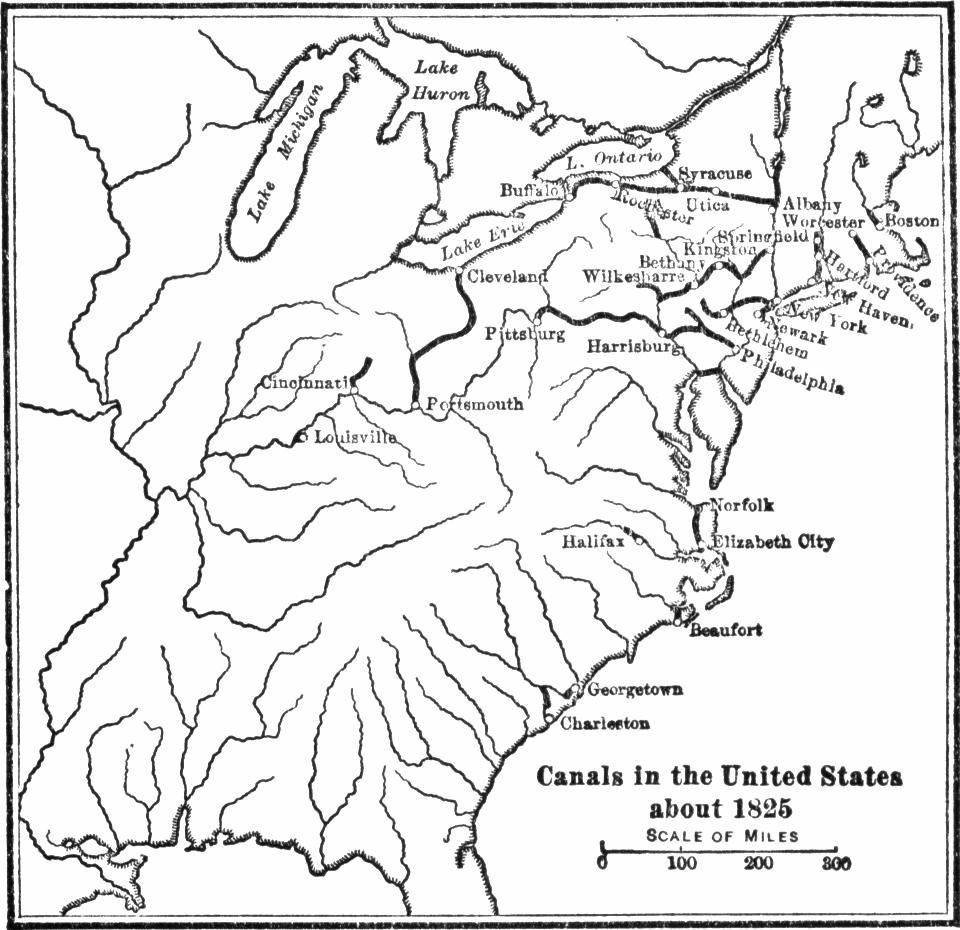
1825년경 미국의 운하.

육상 무역에서 해상 무역으로의 지속적인 변화는 지난 3천 년 이후 기록되어 왔다. 무역 중심지로서 항구 도시의 전략적 이점은 매우 많으며, 중요한 연결에 덜 의존하고 차단에 덜 취약하다는 점이다. 해양 항구는 세계 다른 지역과 쉽게 무역 관계를 형성하는 데 도움이 될 수 있다.
현대의 해상 무역로(때로는 수에즈 운하와 같은 인공 운하의 형태)는 국가의 경제적, 정치적 지위에 눈에 띄게 영향을 미쳤다. 수에즈 운하의 개통으로 교통, 무역, 통신의 역학 관계가 크게 변화하면서 영국과 대영제국 식민지의 상호작용이 변화했다. 파나마 운하와 같은 다른 수로는 많은 국가의 역사에서 중요한 역할을 했다. 철도와 자동차의 등장으로 운하가 꾸준히 쇠퇴하는 가운데서도 내륙 수상 운송은 여전히 중요한 역할을 했다. 내륙 수운은 여전히 곡물, 석탄, 광석과 같은 벌크 상품 운송에 사용된다.
수로 무역은 역사적으로 유럽, 특히 러시아에게 중요했다. 브리태니커 백과사전(Encyclopædia Britannica, 2002)에 따르면 다음과 같다: "러시아는 상당한 수혜자였다. 내륙 수로가 내륙의 광활한 지역을 개발에 개방했을 뿐만 아니라 운하와 강으로 백해, 발트해, 흑해, 카스피해, 아조프해와 연결된 모스크바는 주요 내륙 항구가 되었다."
석유 유출은 해상 경로와 주요 정유소로 향하는 파이프라인 경로 모두에서 기록된다. 매년 75억 6천만 리터에 달하는 기름 유출 사고는 장비 손상이나 인적 오류로 인해 발생한다.

21세기 실크로드

21세기 해상 실크로드는 해상 실크로드의 무역을 확대하고 강화하기 위한 중국 정부의 현재 프로젝트이다. 이로 인해 유럽과 아프리카의 항구, 교통로 및 기타 인프라에 대한 대규모 투자로 이어지고 있다. 해상 실크로드는 기본적으로 중국 해안에서 싱가포르와 쿠알라룸푸르까지, 중국 해안에서 인도 남단을 향해 스리랑카 콜롬보(Colombo)를 거쳐 동아프리카 몸바사(Mombasa)까지, 그리고 수에즈 운하를 거쳐 지중해로, 국제 자유 항구와 하이파(Haifa), [이스탄불], [아테네]를 거쳐 이탈리아 북부 허브인 트리에스테(Trieste)까지 이어지는 주요 프로젝트이다.

#### 자유 무역 영역

유럽 자유 무역 협회(FTA) 회원국.
이전 회원국, 현재 유럽연합 회원국.

역사적으로 많은 정부가 무역 보호 정책을 준수했다.“free trade; The Columbia Encyclopedia, Sixth Edition. 2001–05.”. 2007년 8월 3일에 원본 문서에서 보존된 문서. 2013년 10월 22일에 확인함.</ref> 1860년 영불 상업 조약으로 국제 자유 무역이 가시화되었고, 제2차 세계대전 이후에는 이러한 추세가 더욱 탄력을 받게 되었다.
제6판 컬럼비아 백과사전(The Columbia Encyclopedia)에 따르면::

"제2차 세계대전 이후 보호무역과 높은 관세에 반대하고 자유무역에 찬성하는 정서가 전 세계적으로 강하게 형성되었다. 그 결과 관세 및 무역에 관한 협정(1948), 베네룩스 경제연합(Benelux Economic Union)(1948), 유럽경제공동체(공동시장, 1957), 유럽 FTA(1959), 메르코수르(남부 콘 공동시장(the Southern Cone Common Market), 1991), 세계무역기구(1995) 등 국제 무역에 관한 새로운 조직과 협정이 체결되었다. 1993년 캐나다, 멕시코, 미국 정부는 북미자유무역협정(NAFTA)을 승인했다. 1990년대 초, 유럽연합(공동시장의 후속 조직) 국가들은 상호 국경을 넘어 무역과 고용의 자유로운 이동에 대한 모든 장벽을 없애기로 약속했다."

2004년 5월, 미국은 중앙 아메리카 5개국과 미국 자유 무역 협정을 체결했다.

#### 항공 노선

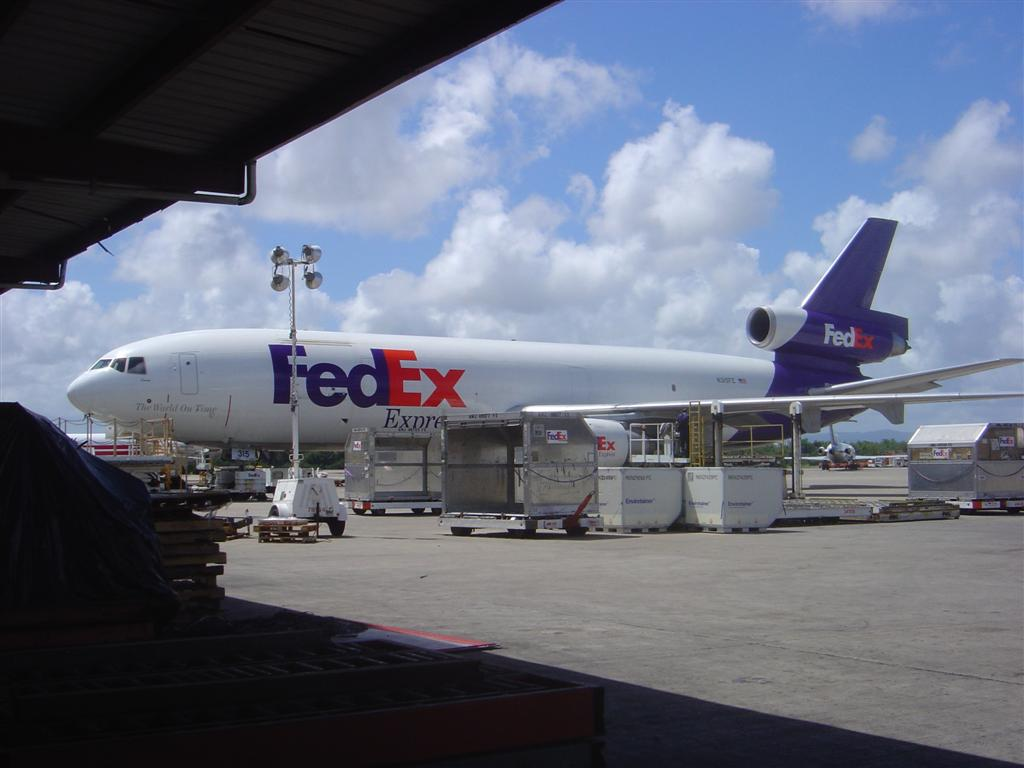
FedEx DC-10.

항공 운송은 현대 사회에서 없어서는 안 될 필수 요소가 되었다. 사람들은 장거리와 중거리 모두에서 항공 운송을 이용하게 되었으며, 장거리의 평균 경로 길이는 유럽에서 720킬로미터, 미국에서 1220킬로미터에 달한다. 이 산업은 전 세계적으로 연간 16억 명의 승객을 수송하고 있으며, 1,500만 킬로미터의 네트워크를 커버하며, 연간 매출은 2,600억 달러에 달한다.
이러한 교통 수단은 국내, 국제 및 글로벌 경제를 연결하여 다른 많은 산업에도 중요한 역할을 한다. 무역 자유화의 새로운 추세로 인해 협정에 묶여 있는 국가 간의 노선이 강화되었다. 이러한 예시들 중 하나인 아메리칸 오픈 스카이는 많은 국제 시장에서 개방성을 높였지만, 현재에도 일부 국제적인 제한이 남아 있다.
1998년 국제 화물 항공사를 통한 특급 배송은 200억 달러에 달했으며, 세계무역기구(WTO)에 따르면 2015년에는 3배로 증가할 것으로 예상된다. 1998년에는 50개의 순수 화물 서비스 회사가 국제적으로 운영되었다.
항공 운송은 특히 가볍고 비싸고 작은 제품, 예를 들어 책보다는 전자 매체, 대량 식품보다는 정제된 의약품을 선호한다.

#### 파이프라인

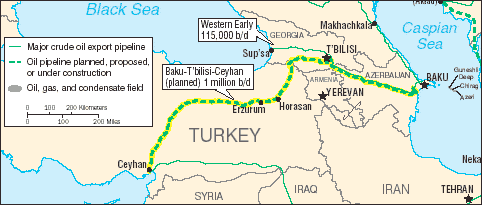
바쿠(Baku)-트빌리시(Tbilisi)-세이한(Ceyhan) 파이프라인의 경로.

석유 및 천연가스 운송의 높은 비율을 차지하는 파이프라인 운송의 경제적 중요성은 이 모드의 가시성 부족으로 인해 일반 대중이 인식하지 못하는 경우가 많다. 일반적으로 다른 운송 수단보다 더 안전하고 경제적이며 신뢰할 수 있는 이 모드는 트럭이나 철도와 같은 경쟁 모드에 비해 많은 이점을 가지고 있다. 현대식 파이프라인 운송의 예로는 알라샨쿠(Alashankou)-두샨지(Dushanzi) 원유 파이프라인과 이란-아르헨티나 천연가스 파이프라인이 있다. 바쿠-트빌리시-세이한 파이프라인과 같은 국제 파이프라인 운송 프로젝트는 현재 파이프라인 네트워크를 통해 현대 국가, 아제르바이잔(Azerbaijan), 조지아, 튀르키예를 연결하고 있다.
일부 경우 파이프라인은 석탄 및 기타 광물과 같은 고형물을 장거리로 운송할 수도 있으며, 곡물, 시멘트, 콘크리트, 고형 폐기물, 펄프 등과 같은 상품의 단거리 운송도 가능하다.

## 참고 자료
- Stearns, Peter N.; William L. Langer (2001). 《The Encyclopedia of World History: Ancient, Medieval, and Modern, Chronologically Arranged》. Houghton Mifflin Company. ISBN 0-395-65237-5.
- Rawlinson, Hugh George (1916). 《Intercourse Between India and the Western World: From the Earliest Times to the Fall of Rome》. Cambridge University Press.
- Denemark, Robert Allen; el al. (2000). 《World System History: The Social Science of Long-Term Change》. Routledge. ISBN 0-415-23276-7.
- Forbes, Andrew; Henley, David (2011). China's Ancient Tea Horse Road. Chiang Mai: Cognoscenti Books. ASIN B005DQV7Q2
- Glasse, Cyril (2001). 《The New Encyclopedia of Islam》. Rowman Altamira. ISBN 0-7591-0190-6.
- Kitchen, Kenneth Anderson (1994). 《Documentation for Ancient Arabia》. Liverpool University Press. ISBN 0-85323-359-4.
- Edwards, I. E. S.; Boardman, John; Bury, John B.; Cook, S.A. (1969). 《The Cambridge Ancient History》. Cambridge University Press. ISBN 0-521-22717-8.
- Larsen, Curtis E. (1983). 《Life and Land Use on the Bahrain Islands: The Geoarcheology of an Ancient Society》. University of Chicago Press. ISBN 0-226-46906-9.
- Eckenstein, Lina (2005). 《A History of Sinai》. Adamant Media Corporation. ISBN 0-543-95215-0.
- Lach, Donald Frederick (1994). 《Asia in the Making of Europe: The Century of Discovery. Book 1.》. University of Chicago Press. ISBN 0-226-46731-7.
- Shaw, Ian (2003). 《The Oxford History of Ancient Egypt》. Oxford University Press. ISBN 0-19-280458-8.
- Elisseeff, Vadime (2000). 《The Silk Roads: Highways of Culture and Commerce》. Berghahn Books. ISBN 1-57181-221-0.
- Orlinsky, Harry Meyer (1981). 《Israel Exploration Journal Reader》. KTAV Publishing House Inc. ISBN 0-87068-267-9.
- Silver, Morris (1983). 《Prophets and Markets: The Political Economy of Ancient Israel》. Springer. ISBN 0-89838-112-6.
- Ball, Warwick (2000). 《Rome in the East: The Transformation of an Empire》. Routledge. ISBN 0-415-11376-8.
- Donkin, Robin A. (2003). 《Between East and West: The Moluccas and the Traffic in Spices Up to the Arrival of Europeans》. Diane Publishing Company. ISBN 0-87169-248-1.
- Burns, Thomas Samuel (2003). 《Rome and the Barbarians, 100 B.C.–A.D. 400》. Johns Hopkins University Press. ISBN 0-8018-7306-1.
- Seaman, Lewis Charles Bernard (1973). 《Victorian England: Aspects of English and Imperial History 1837-1901》. Routledge. ISBN 0-415-04576-2.
- Hindley, Brian (2004). 《Trade Liberalization in Aviation Services: Can the Doha Round Free Flight?》. American Enterprise Institute. ISBN 0-8447-7171-6.
- Dollinger, Philippe (1999). 《The German Hansa》. Routledge. ISBN 0-415-19072-X.
- 〈western Africa, history of〉. 《Encyclopædia Britannica》. Encyclopædia Britannica. 2002.
- Freeman, Donald B. (2003). 《The Straits of Malacca: Gateway Or Gauntlet?》. McGill-Queen's Press. ISBN 0-7735-2515-7.
- Lindsay, W S (2006). 《History of Merchant Shipping and Ancient Commerce》. Adamant Media Corporation. ISBN 0-543-94253-8.
- Holl, Augustin F. C. (2003). 《Ethnoarchaeology of Shuwa-Arab Settlements》. Lexington Books. ISBN 0-7391-0407-1.
- Curtin, Philip DeArmond; el al. (1984). 《Cross-Cultural Trade in World History》. Cambridge University Press. ISBN 0-521-26931-8.
- Young, Gary Keith (2001). 《Rome's Eastern Trade: International Commerce and Imperial Policy, 31 BC–AD 305》. Routledge. ISBN 0-415-24219-3.
- Scarre, Chris (1995). 《The Penguin Historical Atlas of Ancient Rome》. Penguin Books. ISBN 0-14-051329-9.
- Toutain, Jules (1979). 《The Economic Life of the Ancient World》. Ayer Publishing. ISBN 0-405-11578-4.
- Carter, Mia; Harlow, Barbara (2004). 《Archives of Empire: From the East India Company to the Suez Canal》. Duke University Press. ISBN 0-8223-3189-6.
- Major, John (1993). 《Prize Possession: The United States and the Panama Canal, 1903–1979》. Cambridge University Press. ISBN 0-521-52126-2.
- 〈Roman road system〉. 《Encyclopædia Britannica》. 2002.
- 〈wagon train〉. 《Encyclopædia Britannica》. 2002.
- 〈canal〉. 《Encyclopædia Britannica》. 2002.
- 〈roads and highways〉. 《Encyclopædia Britannica》. 2002.
- 〈automotive industry〉. 《Encyclopædia Britannica》. 2002.
- 〈truck〉. 《Encyclopædia Britannica》. 2002.
- 〈canals and inland waterways〉. 《Encyclopædia Britannica》. 2002.
- 〈pipeline〉. 《Encyclopædia Britannica》. 2002.
- Button, Kenneth John (2004). 《Wings Across Europe: Towards An Efficient European Air Transport System》. Ashgate Publishing. ISBN 0-7546-4321-2.
- G. Schulze, Gunther; Ursprung, Heinrich W., 편집. (2003). 《International Environmental Economics: A Survey of the Issues》. US: Oxford University Press. ISBN 0-19-926111-3.
- Krech III, Shepard; Merchant, Carolyn; McNeill, John Robert, 편집. (2003). 《Encyclopedia of World Environmental History》. US: Routledge. ISBN 978-0-415-93735-1.
- Schwela, Dietrich; Zali, Olivier (1998). 《Urban Traffic Pollution》. Taylor & Francis, Inc. ISBN 978-0-419-23720-4.
- Kearney, Milo (2003). 《The Indian Ocean in World History》. Routledge. ISBN 0-415-31277-9.
- Traderroute, Turkey (2023). The Turkish import and exporter[깨진 링크(과거 내용 찾기)]. İstanbul Trader Faulkner